# Juan Rithner
Juan José Rithner (ur. 1890, zm. 23 sierpnia 1960) – argentyński piłkarz, grający podczas kariery na pozycji bramkarza.

## Kariera klubowa
Juan Rithner rozpoczął karierę w klubie Porteño Buenos Aires. Z Porteño dwukrotnie zdobył mistrzostwo Argentyny w 1912 i 1914.

## Kariera reprezentacyjna
W reprezentacji Argentyny Rithner występował w latach 1906–1916. W reprezentacji zadebiutował 13 listopada 1910 w zremisowanym 1-1 meczu z Urugwajem, którego stawką była Gran Premio de Honor Argentino.
W 1916 wystąpił w już w oficjalnych Mistrzostwach Ameryki Południowej. Na turnieju w Buenos Aires wystąpił w meczu z Brazylią, który był jego ostatnim meczem w reprezentacji. Ogółem w barwach albicelestes wystąpił w 10 meczach.
| Mecze i gole w reprezentacji | Mecze i gole w reprezentacji | Mecze i gole w reprezentacji | Mecze i gole w reprezentacji | Mecze i gole w reprezentacji | Mecze i gole w reprezentacji | Mecze i gole w reprezentacji |
| #                            | Data                         | Miasto                       | Przeciwnik                   | Gol                          | Wynik                        | Rozgrywki                    |
| ---------------------------- | ---------------------------- | ---------------------------- | ---------------------------- | ---------------------------- | ---------------------------- | ---------------------------- |
| 1.                           | 13.11.1910                   | Buenos Aires                 | Urugwaj                      |                              | 1:1                          | Gran Premio                  |
| 2.                           | 27.11.1910                   | Buenos Aires                 | Urugwaj                      |                              | 2:6                          | Gran Premio                  |
| 3.                           | 22.09.1912                   | Buenos Aires                 | Urugwaj                      |                              | 0:1                          | Gran Premio                  |
| 4.                           | 31.08.1913                   | Buenos Aires                 | Urugwaj                      |                              | 2:0                          | Gran Premio                  |
| 5.                           | 30.08.1914                   | Montevideo                   | Urugwaj                      |                              | 2:3                          | Gran Premio                  |
| 6.                           | 13.08.1914                   | Buenos Aires                 | Urugwaj                      |                              | 2:1                          | Gran Premio                  |
| 7.                           | 27.09.1914                   | Buenos Aires                 | Brazylia                     |                              | 0:1                          | Copa Roca                    |
| 8.                           | 15.08.1915                   | Buenos Aires                 | Urugwaj                      |                              | 2:1                          | Copa Lipton                  |
| 9.                           | 12.09.1915                   | Montevideo                   | Urugwaj                      |                              | 0:2                          | Copa Newton                  |
| 10.                          | 10.07.1916                   | Buenos Aires                 | Brazylia                     |                              | 1:1                          | Copa América                 |